# Voždovac
Voždovac (en serbio cirílico: Градска општина Вождовац) es una ciudad y un municipio serbio localizado en el distrito de Belgrado, en la región de Šumadija dentro de la provincia de Serbia Central. Hacia el año 2002, contaba con una cantidad de 151.768 habitantes en la totalidad del municipio. Su área aproximada es de 148 km². Está situado a una altitud de 150 metros sobre el nivel del mar.